# Дербеты
Дербе́ты (монг. дөрвөд?, ᠳᠥᠷᠪᠡᠳ?, калм. дөрвд; транслит. ISO 9 dörvöd) — этногруппа ойратов, проживающая в основном на западе Монголии (аймаки Увс, Ховд и Баян-Улгий) часть дербетов проживает в России в Республике Калмыкия.
Являются потомками средневековых дурбэнов. Рашид ад-Дин в «Сборнике летописей», сообщает, что Худуха-беки, стоявший в начале XIII века во главе ойратов был из монгольского племени дорбен (дурбэн), что входит в противоречие с данными других источников, согласно которым он является предком хойтских нойонов.

В ойратской исторической летописи «Илэтхэл шастир» о происхождении дербетов гораздо более позднего периода говорится следующее: 
«Предок дэрбэтов Боро Нахал и предок джунгаров Эсмэт-Дархан-нойон являются братьями». 
В начале XVII века дербеты были объединены с другими ойратскими группами под именем «зүүн гар» (от письменного jagun gar; калм. зүн һар; зюнгар, джунгар — искаженные написания в русской литературе) под руководством потомка тайшей Тогона и Эсэна — Гумэчи, носившего титул Хара-Хула-тайши.
В первой четверти XVII века часть дербетов во главе с Далай-Батыром откочевала в Россию и вошла в состав калмыков.

## История

### Первые упоминания

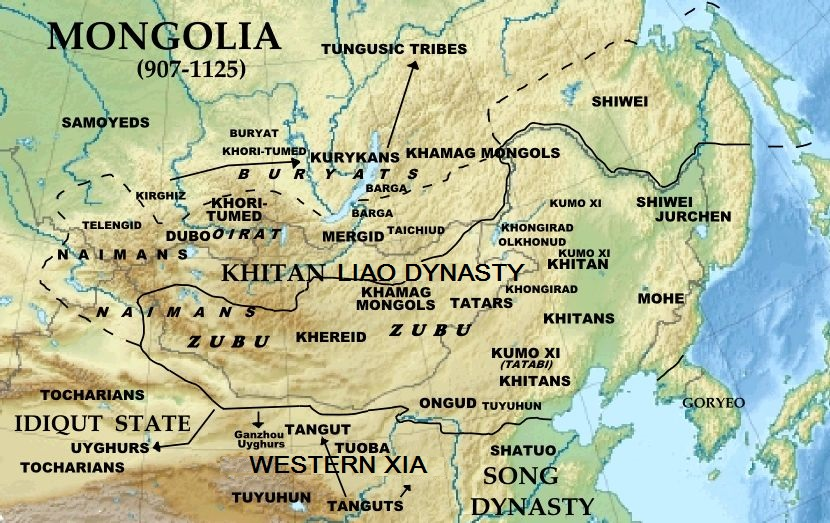
Расселение монгольских племён в X—XII веках

Кон. IX — нач. X века — к этому периоду летопись Лубсан Данзана «Алтан тобчи» и «Сокровенное сказание монголов» относят образование племени дорбен — «дорбен-иргэн». Упоминания в «Сокровенном сказании монголов» являются самыми первыми упоминаниями об ойратах и собственно дорбенах (дербетах), которые в будущем стали крупным ойратским племенем.
- Согласно «Сокровенному сказанию монголов», в этот период жил основатель рода дорбенов — Дува-Сохор, он происходил по мужской линии в 11 поколении (промежуток около 400 лет) от легендарного прапредка всех монголов — Бортэ-Чино (Серый волк). В переводе с калмыцкого (ойратского) языка «Бор Чон» и поныне означает дословно «серый волк». Отцом Дува-Сохора был Тороколджин Баян, имевший двух боевых коней Дайр и Боро, матерью — Борокчин Гоа. Женой его младшего брата — Добун-Мэргэна была Алан-гоа, «прародительница монголов» и «золотого рода» Чингисхана.
- После смерти Дува-Сохор четыре его сына, не признавая своего дядю по отцу Добун-Мэргэна, откочевали от него и образовали «дорбен-иргэн» — племя дорбен. («Сокровенное сказание монголов»)[12] В переводе с монгольского и калмыцкого (ойратского) языков, слово «Дорбен», «Дөрвөн» означает «четыре». Четырёх сыновей Дува-Сохора звали Донай, Докшин, Эмнек и Эркэг. Позднее, после распада Монгольской империи на отдельные улусы, в Могулистане (государстве образовавшимся в результате распада Чагатайского улуса) в XIV—XVII веках дербеты в окружении ираноязычных и тюркских народов получают название «чорас» — от персидско-таджикского слова «чоро» — «четыре», то есть то же самое, что и «дөрвөн» у монголов.

XII век — предположительно, дорбены кочевали в районе реки Халхин Гол и входили в состав дарлекин-монгол. В случае если это монгольское племя (дорбен) стало ойратами, неизвестно когда и как это произошло.

### Империя Чингисхана
Кон. XII — нач. XIII века  — В этот период племена дорбенов вначале в составе коалиции Джамухи противостояли, а затем добровольно в качестве «ойроо, ойрат» — в переводе с монгольского — союзников, были присоединены к монгольской империи Чингисхана.
- Чингисхан нападает на тайджиутов, к нему присоединяются люди из разных племен, среди которых упоминался Мочи-Бидугун от дорбенов[14][15].
- 1201 год — дорбены (во главе с Каджиун-беки) теперь противостоят Чингисхану входя в коалицию Джадаранского Джамуки (состав: кадакины, салджиуты, ункираты, тайчиуды, найманы, дорбены и другие)[16].
- 1204 год[17] — часть коалиции Джамухи разгромлена, многие племена присоединяются к Чингисхану, в том числе и дорбены[18].
- 1204 год — дорбены присоединяются к Чингисхану. В «Сокровенном сказании» говорится: «За то, что Ойратский Хутуга-бэки ранее всех привёл к покорности Тумен Ойратов, Чингисхан за Иналчи, сына Хутуга-бэки, выдал замуж свою дочь Чэчэйгэн, а за Торолчи, другого сына Хутуга-бэки, Чингисхан выдал замуж свою внучку Холуйхан, дочь своего старшего сына Джучи». Рашид ад-Дин в «Сборнике летописей» /132, т.1, кн.1, с.138/ сообщает, что Худуха-беки (Хутуга-бэки), стоявший в начале XIII века во главе ойратов, был из племени древнего аристократического рода дорбенов (дурбэнов).
- 1217 год — восстание тумэтского племени против власти Чингисхана, на его усмирение был послан дорбенский (дурбэнский) военачальник Дорбо-Докшин[14][19].
- Упоминание Дорбо-Докшина уже в период экспансии монголов в Средней Азии: «Ещё <…> Чингисхан направил дербетского Дорбо-Догшина на город Абту народа Арумату-мадасари, находившегося между народами Хиндус и Багдад»[14][20]. Как видно из этого отрывка, к этому времени этноним дорбен (дурбэн) уже сменился на дербет.

Дальнейшая история дербетов связана с историей Монгольской империи, с её становлением и завоеваниями.
Потомки Дува Сохора из племени дурбэн (дербет) занимали при дворе и войске Великих ханов ответственные посты. Дуисукэ был нойоном тысячи нукеров монгольского войска. Его сыном был Уркэту-нойон, а внуком — Есу Бука-гургэн, то есть зять Великого хана. Юраки был не только стольником при дворе Чингисхана, но и возглавлял сотню из его «личной тысячи». Сын Болад и внук Юраки служили у ханов династии Хулагидов — отмечает Рашид ад-Дин.
Само же племя играло значительную роль в дальнейшей политической истории и этногенезе народов Ирана и Средней Азии. В XVII веке при дворе узбекских кочевых ханов старейшины дербетов занимали главенствующие места в дворцовых церемониалах. Возможно, что в Могулистане в XIV—XVII веках дербеты в окружении ираноязычных и тюркских народов получают название «чорас» — от персидско-таджикского слова «чоро» — «четыре», то есть то же самое, что и «дорбен-дурбэн-дербен-дербет» у монголов. До завоевания Чингисханом Средней Азии о племени чорас или чорос в исторических хрониках упоминаний нет. Из этого племени вышло много влиятельных политических и военных деятелей Могулистана и историк Шах-Махмуд Чурас. Чоросы долго сопротивлялись принятию ислама. В XV веке дербеты, возглавляемые тайшами из рода чорос (цорос), приобрели большое влияние в Джунгарии.

## Язык
Семья — алтайская.
Группа — монгольская (западномонгольская подгруппа языков).
Язык — ойрат-калмыцкий.
Диалектная система:
- Язык поволжских (приволжских) калмыков
  - Дербетский диалект
    - Бага-дербетский (малодербетский) говор
    - Ики-дербетский (большедербетский) говор
- Кобдо-ойратский язык
  - Дербетский диалект

В Монголии дербеты в большинстве говорят на халха-монгольском языке, но также сохраняется и исконный дербетский говор, ныне подвергшийся значительному халхаскому влиянию.

## Фольклор
У дербетов развито песенное творчество. Различаются «духовные» (шаштыр), «протяжные» (ут дун) и «шаловливые» (шаваш) песни. У российских дербетов, в отличие от монгольских дербетов, помимо песенного творчества развито искусство танца, в частности широко известен дербетский танец «Товшур».

## Религия
С XVII века у дербетов распространяется буддизм. В 1615 году сын тайши Далая отправился в Тибет для получения буддийского образования. Он стал первым дербетским ламой. Феодалы играли ключевую роль в жизни буддийской церкви как у российских дербетов, так и у дербетов Халхи. У последних князья своей властью сменяли и назначали руководство монастырей, избирали хамбо-лам (настоятелей). В 1860-е годы у дербетов Внутренней Монголии получил развитие институт хубилганов. В начале XX века дербетское буддийское духовенство в России и за рубежом отличалось высокой дисциплиной. В отличие от лам халха-монголов, оно соблюдало целибат и не обзаводилось самостоятельным хозяйством, постоянно проживая в монастырях.

## Хозяйство
Монгольские дербеты занимаются скотоводством и земледелием, причём последнее играет у них сравнительно большую роль, чем у других монголов. Из ремёсел развиты кузнечное, плотницкое и сапожное. У монгольских и российских дербетов сохраняется специфика в одежде, свадебной обрядности и др. В Республике Калмыкия Российской Федерации дербеты составляют значительную прослойку научной и технической интеллигенции (учёных, врачей, учителей, юристов, инженеров и пр.) Многие служат в силовых структурах и армии, так как военное дело у российских и монгольских дербетов по-прежнему остаётся в приоритете.